# Selby (Dakota du Sud)
Pour les articles homonymes, voir Selby (homonymie).
La ville de Selby est le siège du comté de Walworth, situé dans le Dakota du Sud aux États-Unis.
Selon le recensement de 2010, la municipalité compte 642 habitants et s'étend sur 0,71 milles carrés (1,84 km2).
Selby est fondée en 1899, lorsque la ville de Bangor — alors siège du comté de Walmworth — se rapproche du Milwaukee Railroad. Elle doit son nom à un dirigeant de cette compagnie de chemin de fer.

## Démographie
| 1910 | 1920 | 1930 | 1940 | 1950 | 1960 |
| ---- | ---- | ---- | ---- | ---- | ---- |
| 558  | 564  | 548  | 599  | 706  | 979  |

| 1970 | 1980 | 1990 | 2000 | 2010 | - |
| ---- | ---- | ---- | ---- | ---- | - |
| 957  | 884  | 707  | 736  | 642  | - |